# Au cœur de l'orage (film)
Pour plus de détails, voir Fiche technique et Distribution.
Au cœur de l'orage est un documentaire français, réalisé en 1944-45 par Jean-Paul Le Chanois, sorti en 1948.
Le film évoque l'histoire de la Résistance dans le maquis du Vercors.

## Conditions de tournage
Le film a été réalisé avec du matériel (prise de vues, pellicule) qu'il a dérobé, en août 1943, à la société Continental-Films dirigée par Alfred Greven, où il travaillait comme scénariste. Il avait constitué, dès 1941, au sein de cette société allemande de production de films français, un noyau du Comité de libération. Sur dénonciation, il était recherché par la police française et avait donc décidé de disparaître de Paris. Il a utilisé ce matériel pour filmer des maquisards du Vercors (ce qui deviendra son film, Au cœur de l'orage), ainsi que des événements de la libération de Paris.

## Fiche technique
- Titre : Au cœur de l'orage
- Réalisation : Jean-Paul Le Chanois
- Photographie : Jean Bourgoin et Jacques Lemare
- Son : Louis Hochet et René Sarazin
- Montage : Emma Le Chanois
- Musique : Tibor Harsányi
- Production : Coopérative générale du cinéma français
- Pays d'origine :  France
- Format : Noir et blanc - 1,37:1
- Genre : documentaire
- Date de sortie : 30 avril 1948
- Affiche : Roger Rojac (France)

## Distribution
Narrateurs
- Jean Chevrier
- Jean Daurand
- Christiane Sertilange
- Hubner
- Kroneger
- Schiray